# Platyarachne
Platyarachne is een geslacht van spinnen uit de  familie van de Thomisidae (krabspinnen).

## Soorten
- Platyarachne argentina Mello-Leitão, 1944
- Platyarachne episcopalis (Taczanowski, 1872)
- Platyarachne histrix Simon, 1895
- Platyarachne scopulifera Simon, 1895